# (74037) 1998 HB55
(74037) 1998 HB55 – planetoida z pasa głównego asteroid okrążająca Słońce w ciągu 3,33 lat w średniej odległości 2,23 j.a. Odkryta 21 kwietnia 1998 roku.